# Sybille Schönrock
Sybille Schönrock (n. 28 iulie 1964, Lutherstadt Wittenberg, Republica Democrată Germană, Germania) este o înotătoare ce a reprezentat Republica Democrată Germană, medaliată olimpică. A participat la o ediție a Jocurilor Olimpice (1980) în care a câștigat o medalie de argint.

## Participări
Lista de mai jos prezintă principalele competiții la care a participat Sybille Schönrock de-a lungul carierei.
- swimming at the 1980 Summer Olympics – women's 200 metre butterfly[*]